# Gheorgheni
Gheorgheni (Gyergyószentmiklós) is een stad (oraș) en gemeente in het Roemeense district Harghita. De gemeente telt 18.377 inwoners (2011). De stad is het centrum van de regio Gyergyószék met ruim 90.000 inwoners.
De gemeente bestaat naast de stad uit de volgende dorpen:
- Covacipeter / Kovácspéter
- Lacu Roşu / Gyilkostó
- Vargatac / Vargatag
- Visafolio / Visszafolyó

## Geschiedenis
De gemeente wordt voor het eerst onder deze naam genoemd in 1331. De plaats is dan onderdeel van Transsylvanië en het autonome Szeklerland. Veel van de inwoners zijn in die periode Armeniërs die in Hongarije een veilig onderkomen zoeken. Tot 1920 is de stad onderdeel van Hongarije om daarna na het Verdrag van Trianon te worden toegewezen aan Roemenië. In 1940 komt het gebied Noord-Transsylvanië weer terug naar Hongarije tot 1944. Sindsdien is de gemeente Roemeens hoewel de bevolking voor het overgrote deel bestaat uit Hongaren (Szeklers.
In 2003 krijgt de gemeente stadsrechten.

## Bevolkingssamenstelling
Tijdens de volkstelling van 2011 had de gemeente 18.377 inwoners waaronder 1664 Roemenen, 15.388 Hongaren en 436 Roma. De Hongaarse Szeklers waren met 83,7% van de bevolking ruim in de meerderheid. De Roemenen vormen met 9% van de bevolking de belangrijkste minderheid.

## Bezienswaardigheden
Het centrum van de stad wordt gevormd door het Vrijheidsplein (Piata Libertatii/ Szabadságtér). Rondom dit plein staan de belangrijkste kerken, het stadhuis, het stadsmuseum en vele monumentale panden uit de 18e en 19e eeuw.
Een van de meest in het oog springende gebouwen is de Armeens Katholieke kerk van de stad. Deze is gebouwd in 1730 en dient de Armeense gemeenschap van de stad. Deze is ontstaan nadat de Armeniërs in 1688 zich vestigden in de stad. Ook de Rooms Katholieke kerk en de Hongaars Gereformeerde Kerk zijn aardige gebouwen.
Buiten het centrum ligt in het noordoostelijke stadsdeel het Csíky Arboretum. Het park is 16 hectare groot en ook een van de bezienswaardigheden van Gheorgheni.

## Beeldengalerij

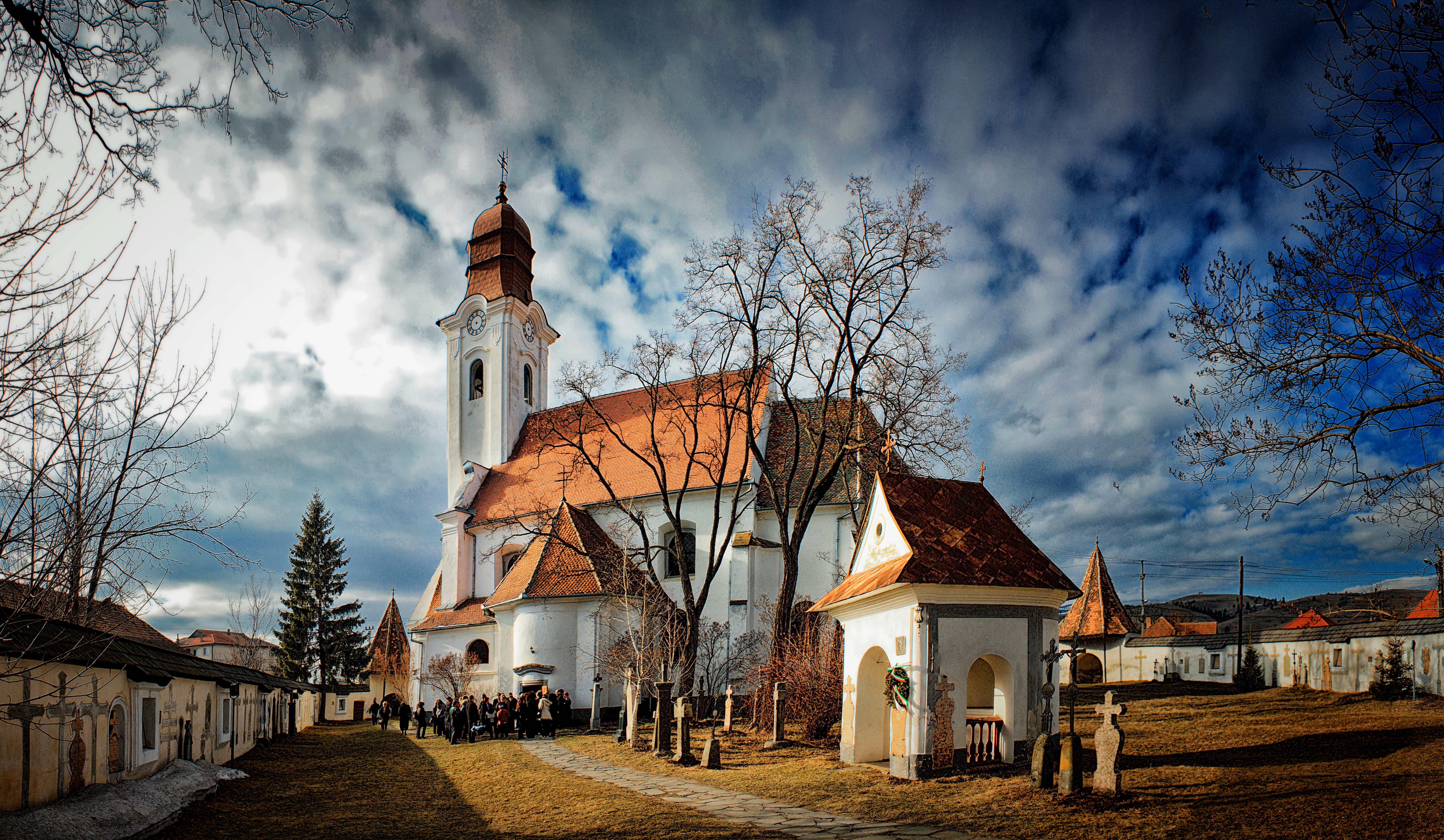
Armeens Katholieke kerk „Nașterea Maicii Domnului” (monument istoric)
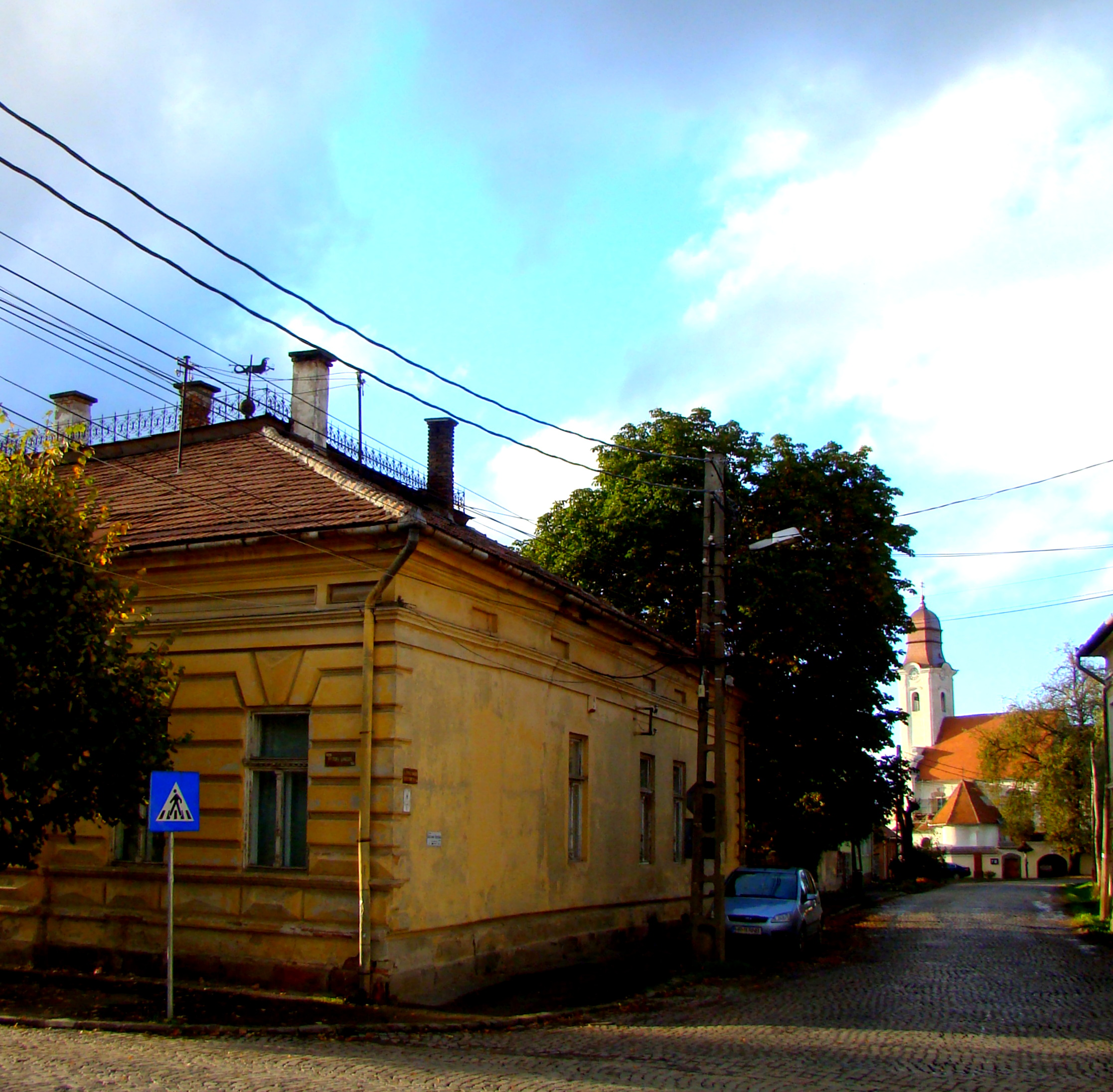
Armeense kerkstraat
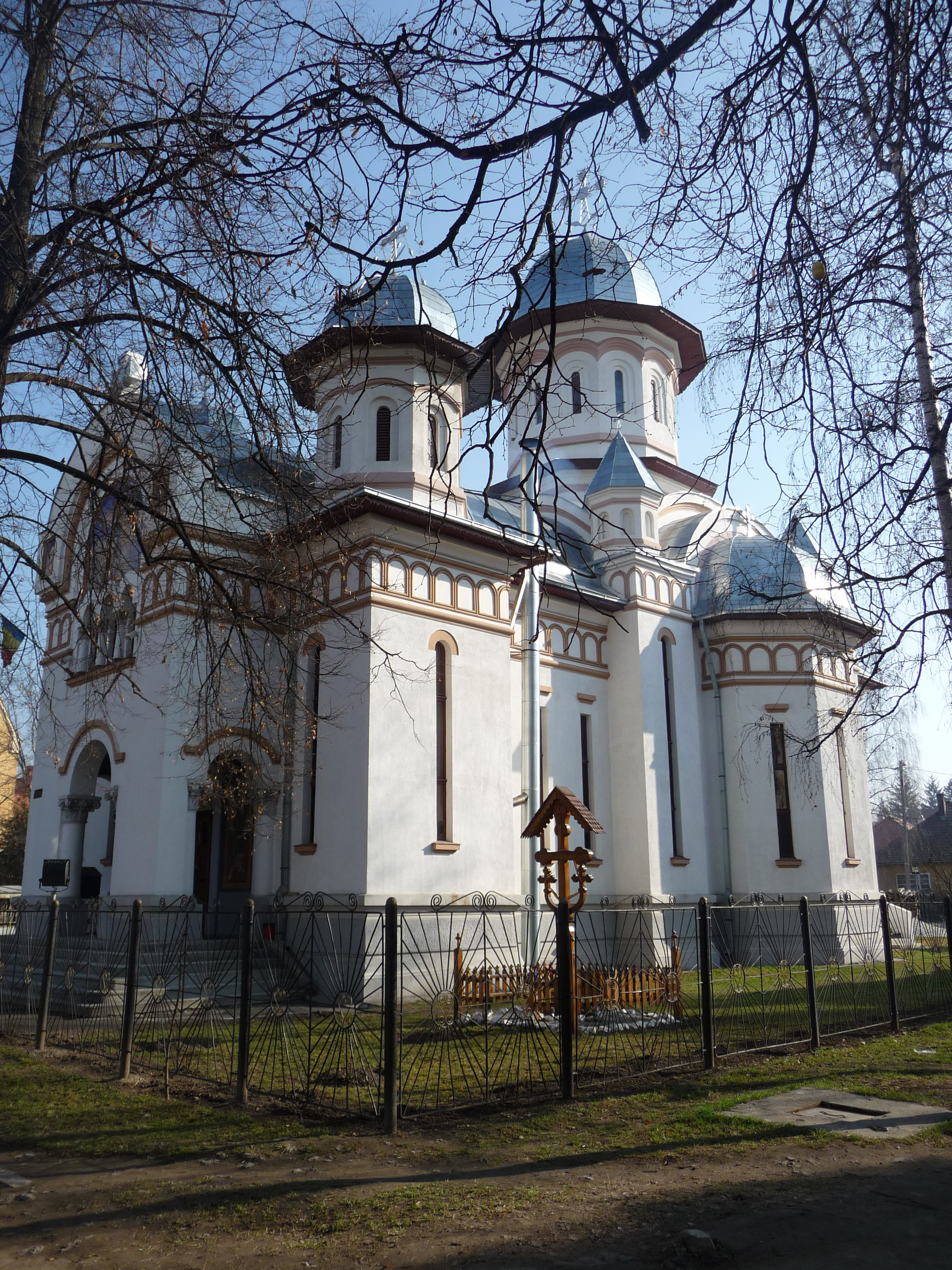
Kerk „Sint Joris” (monument)
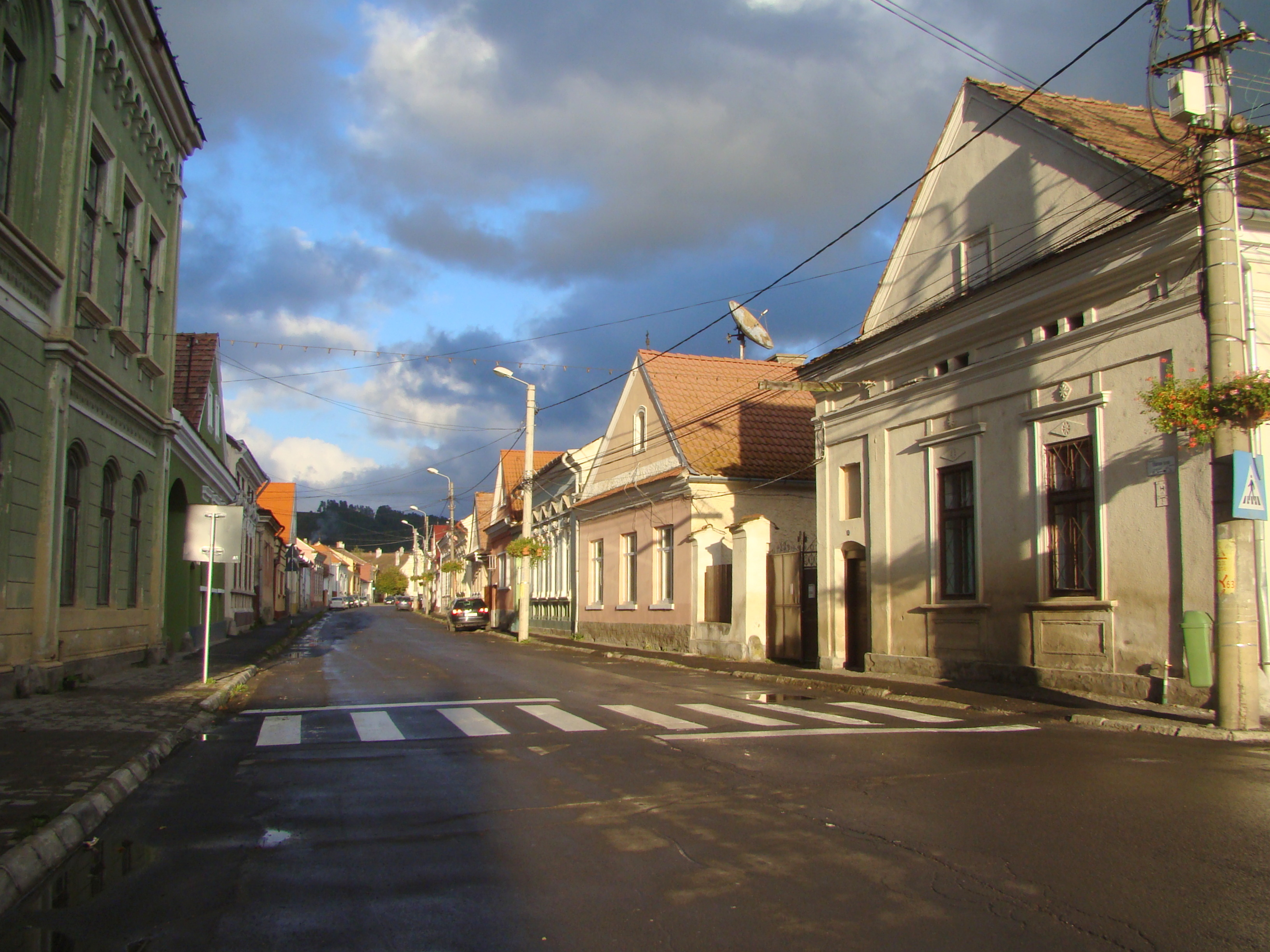
Stadsbeeld Strada Márton Áron
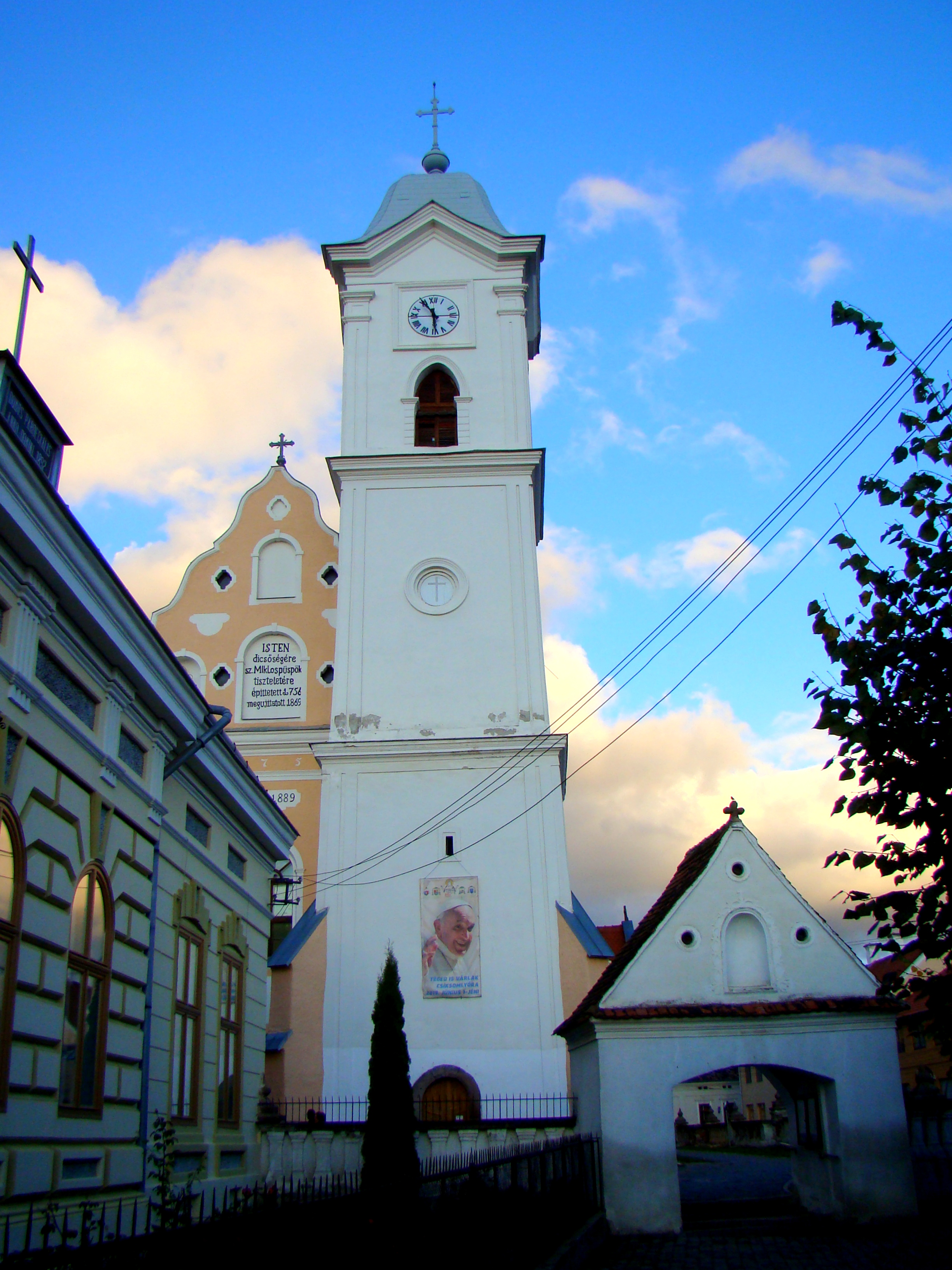
Rooms Katholieke kerk „Sf. Nicolae” (monument)
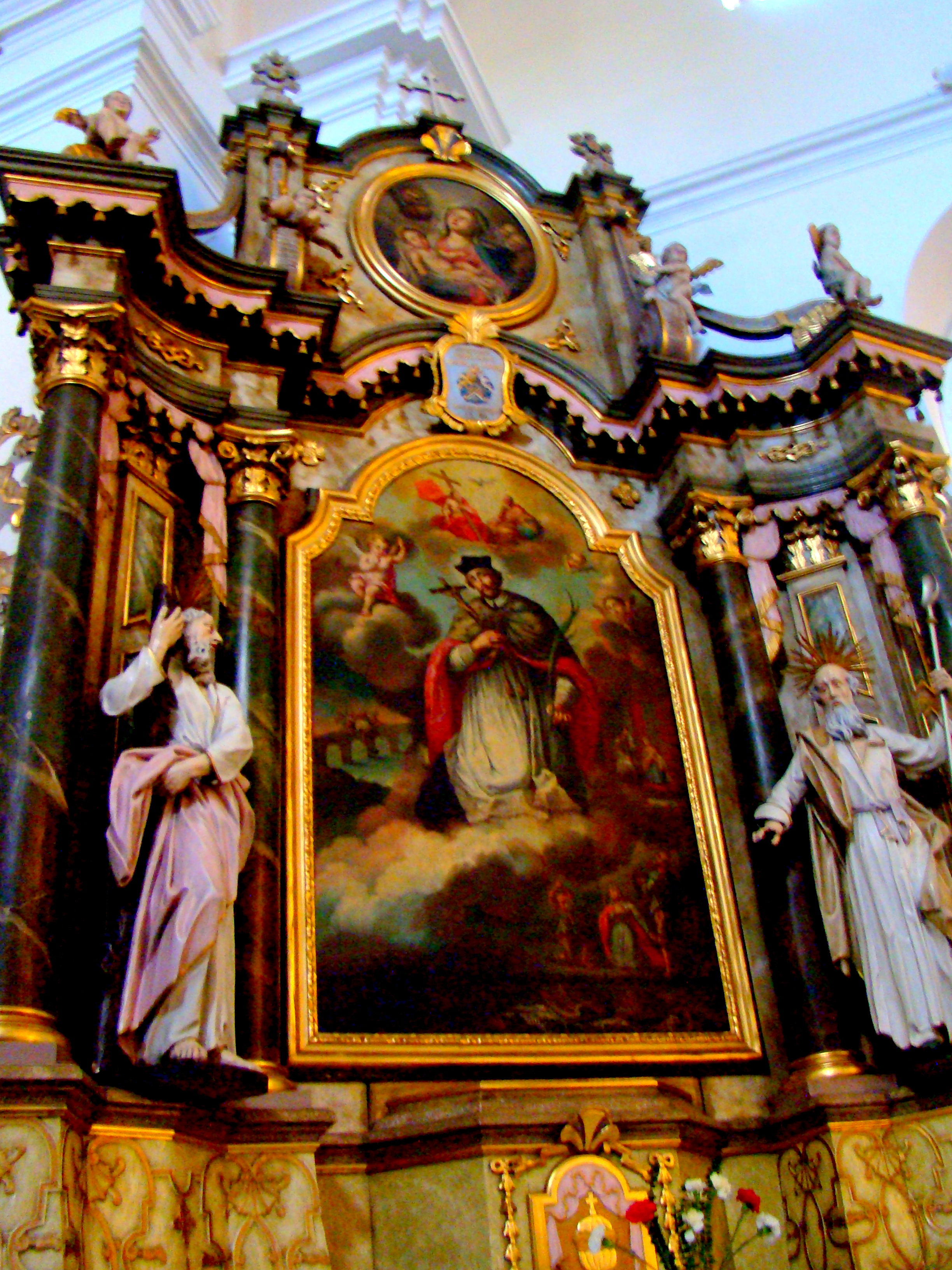
Interieur Rooms Katholieke kerk (monument)
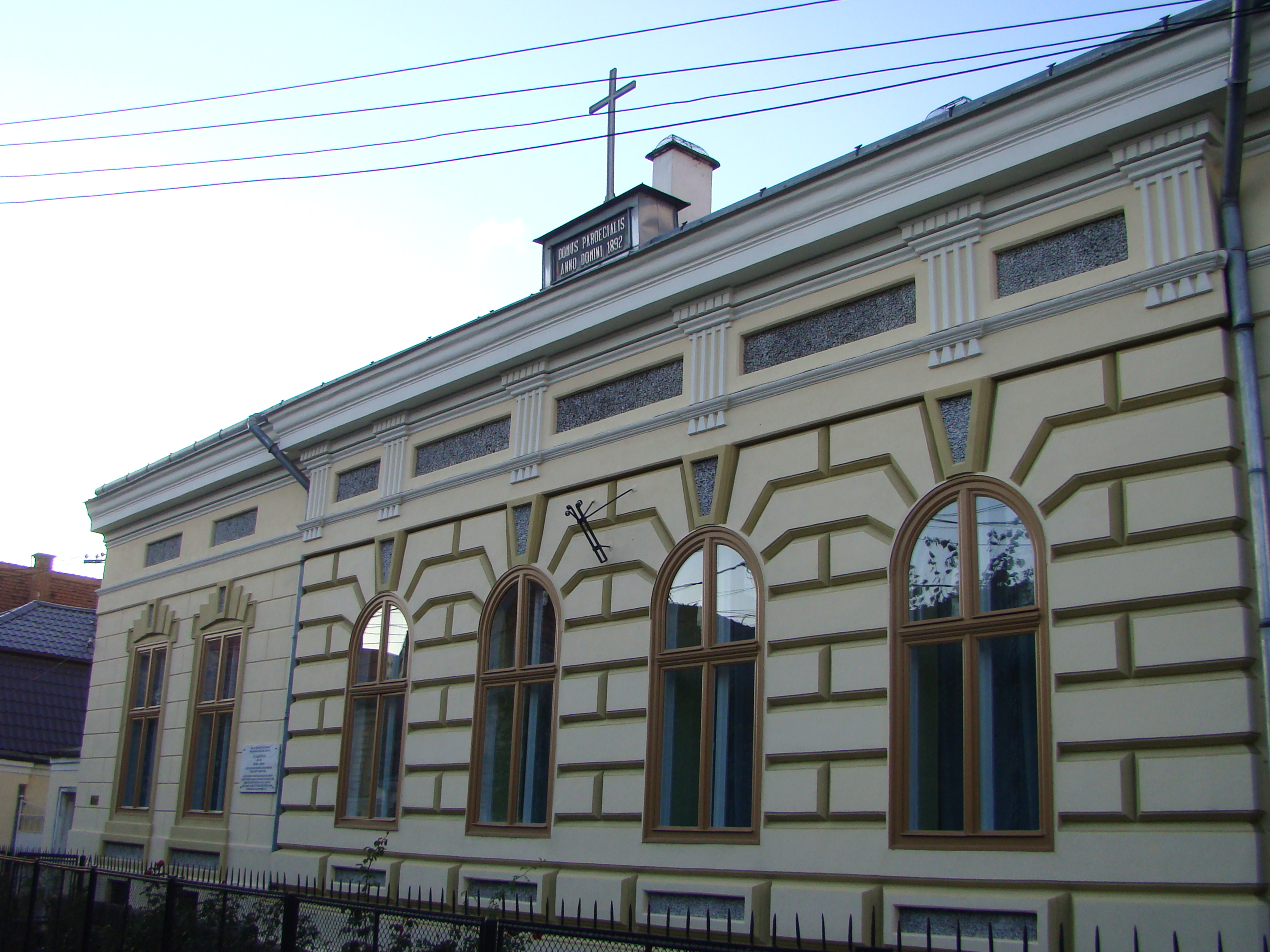
Parochiehuis
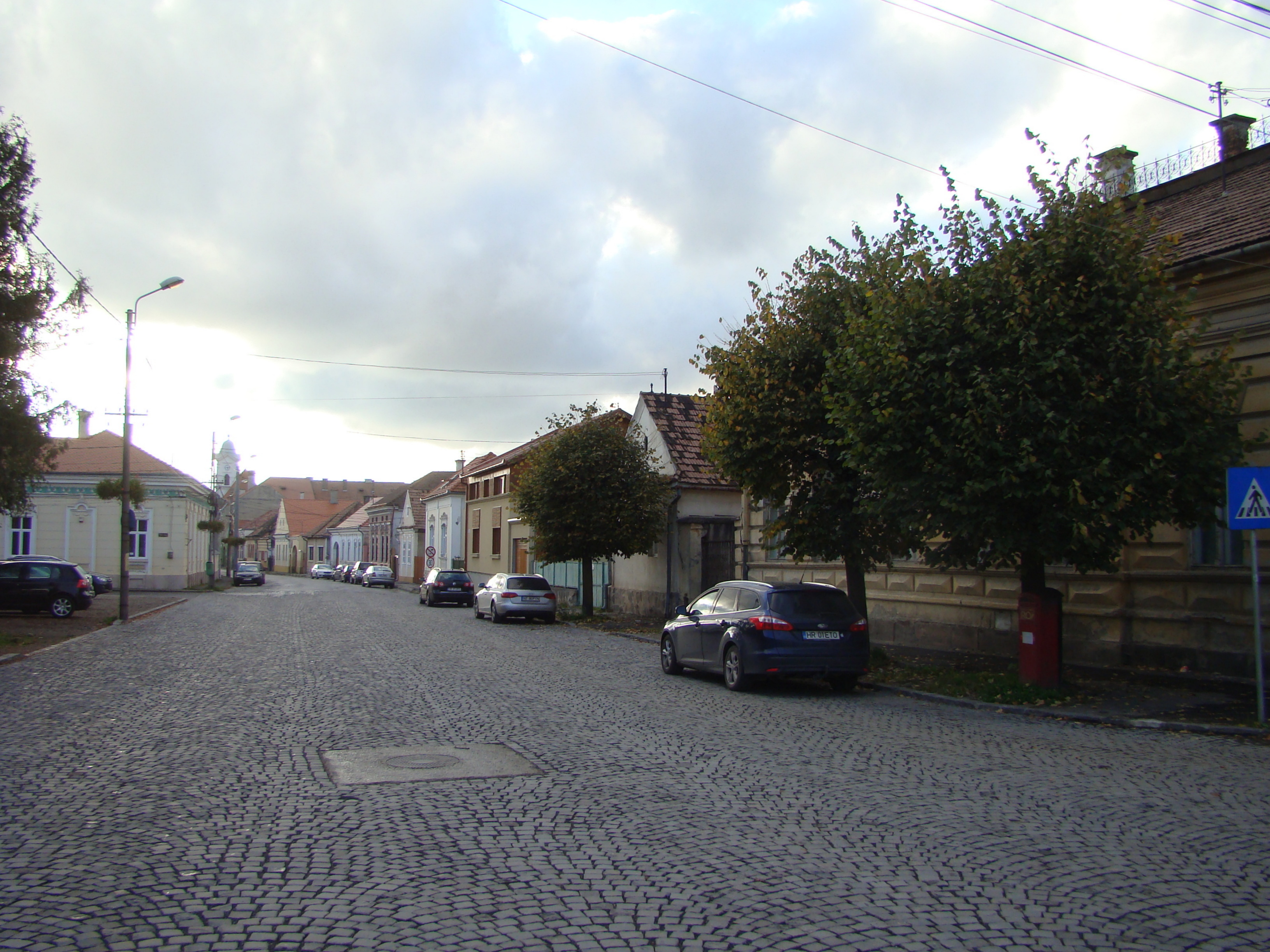
Plein Petöfi Sándor
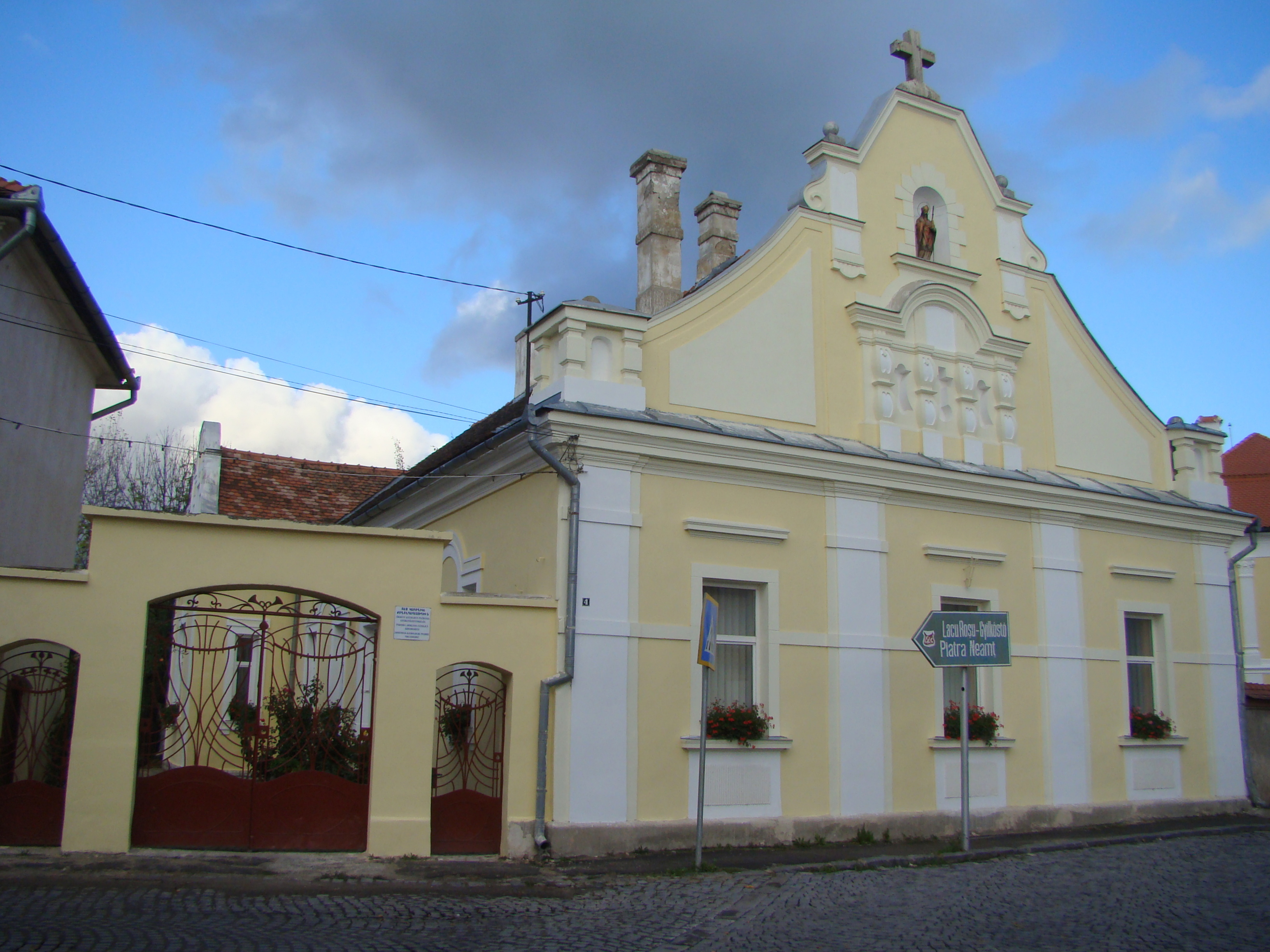
Armeens Katholiek parochiehuis (monument)
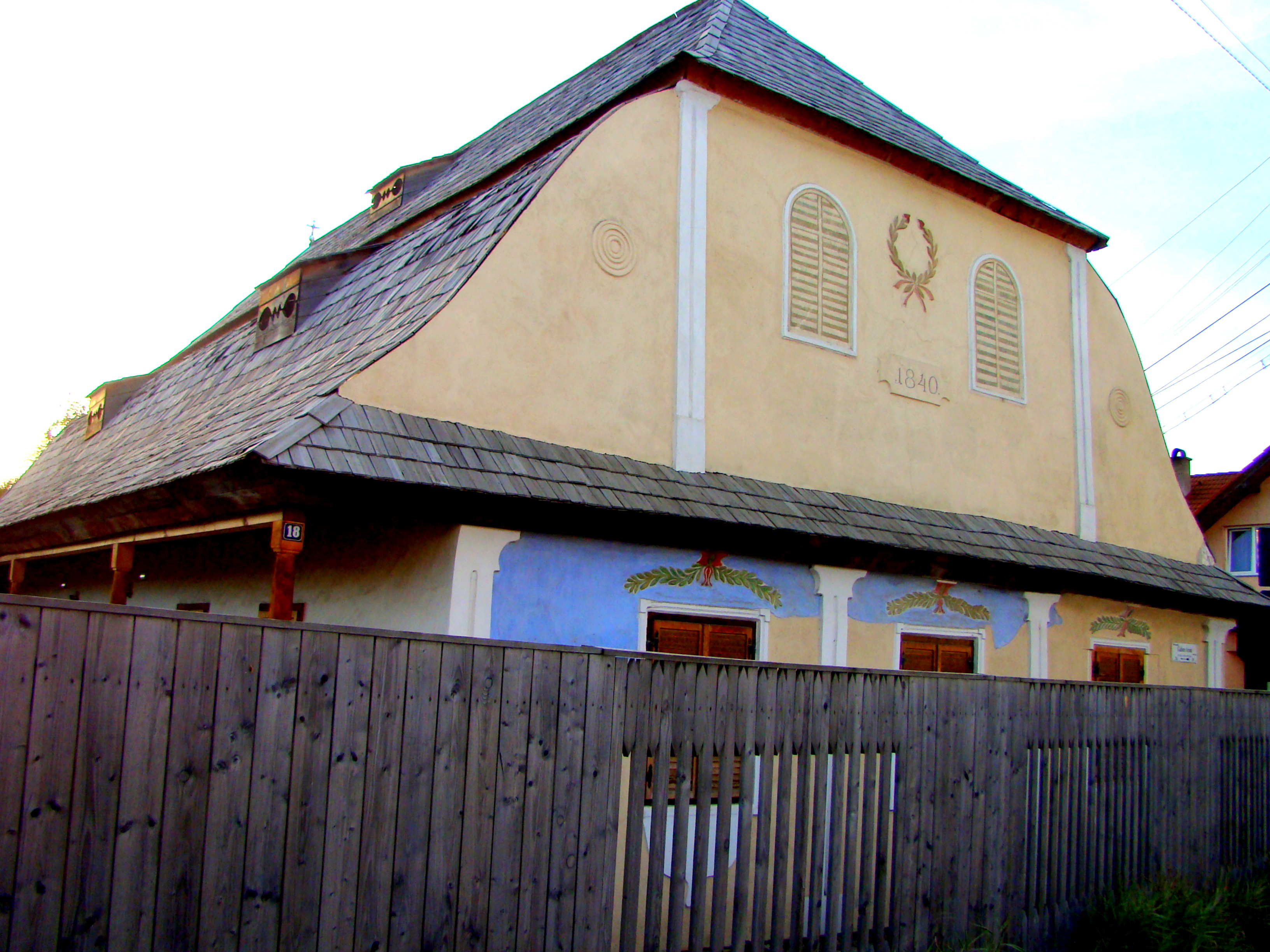
Huize Benedek (monument)
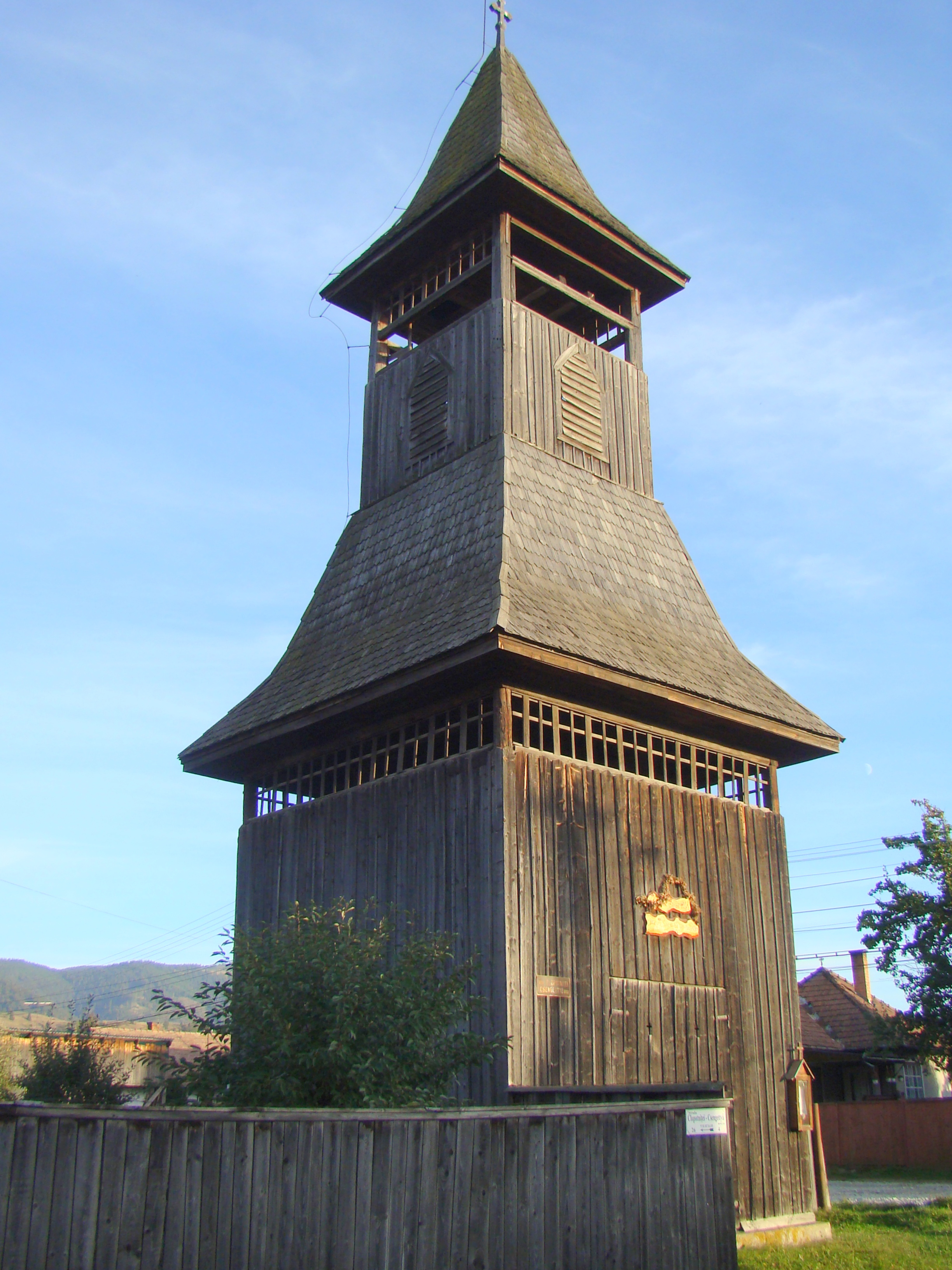
Houten toren RK Kerk(monument)
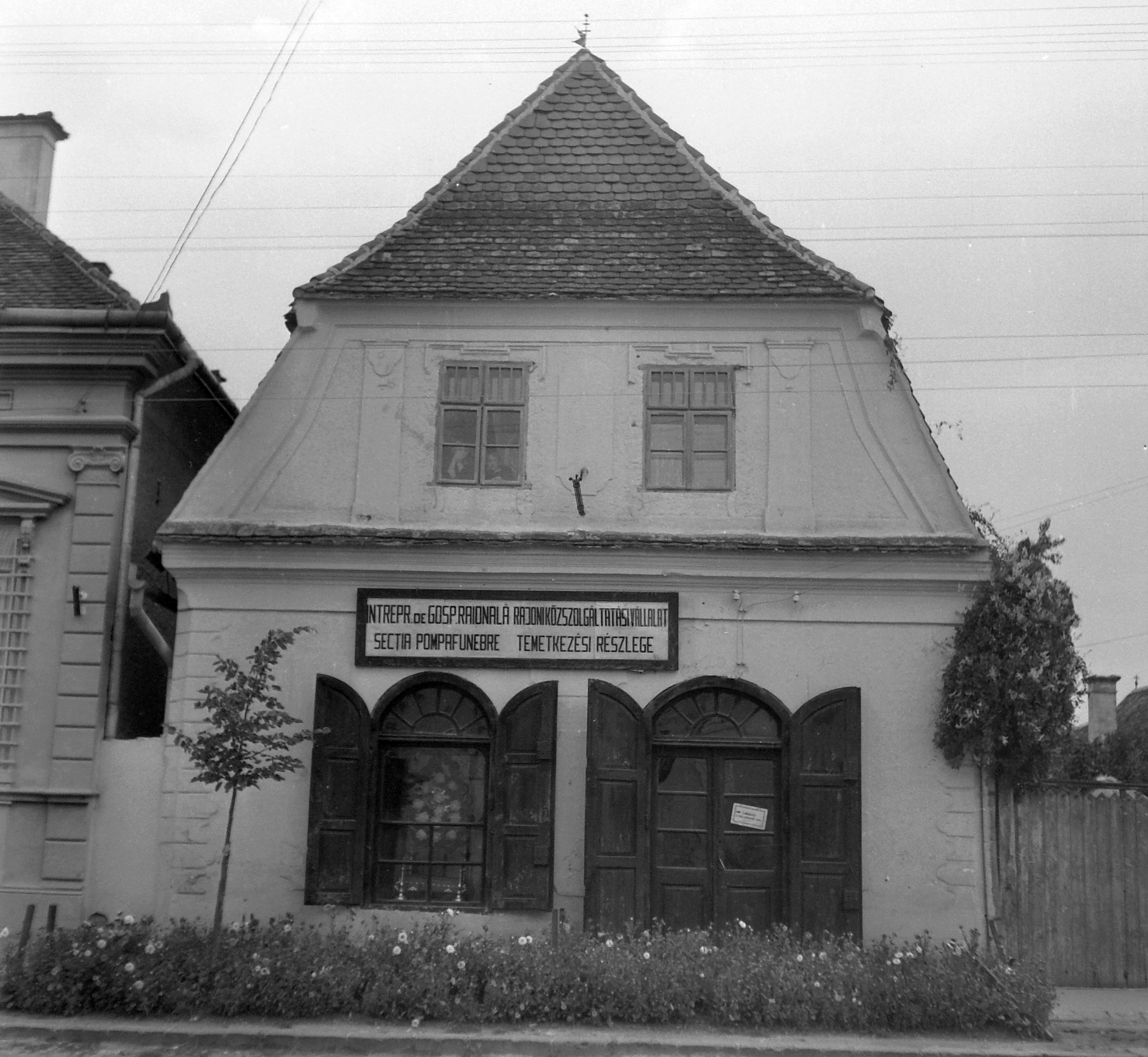
Huis Czaran (monument)
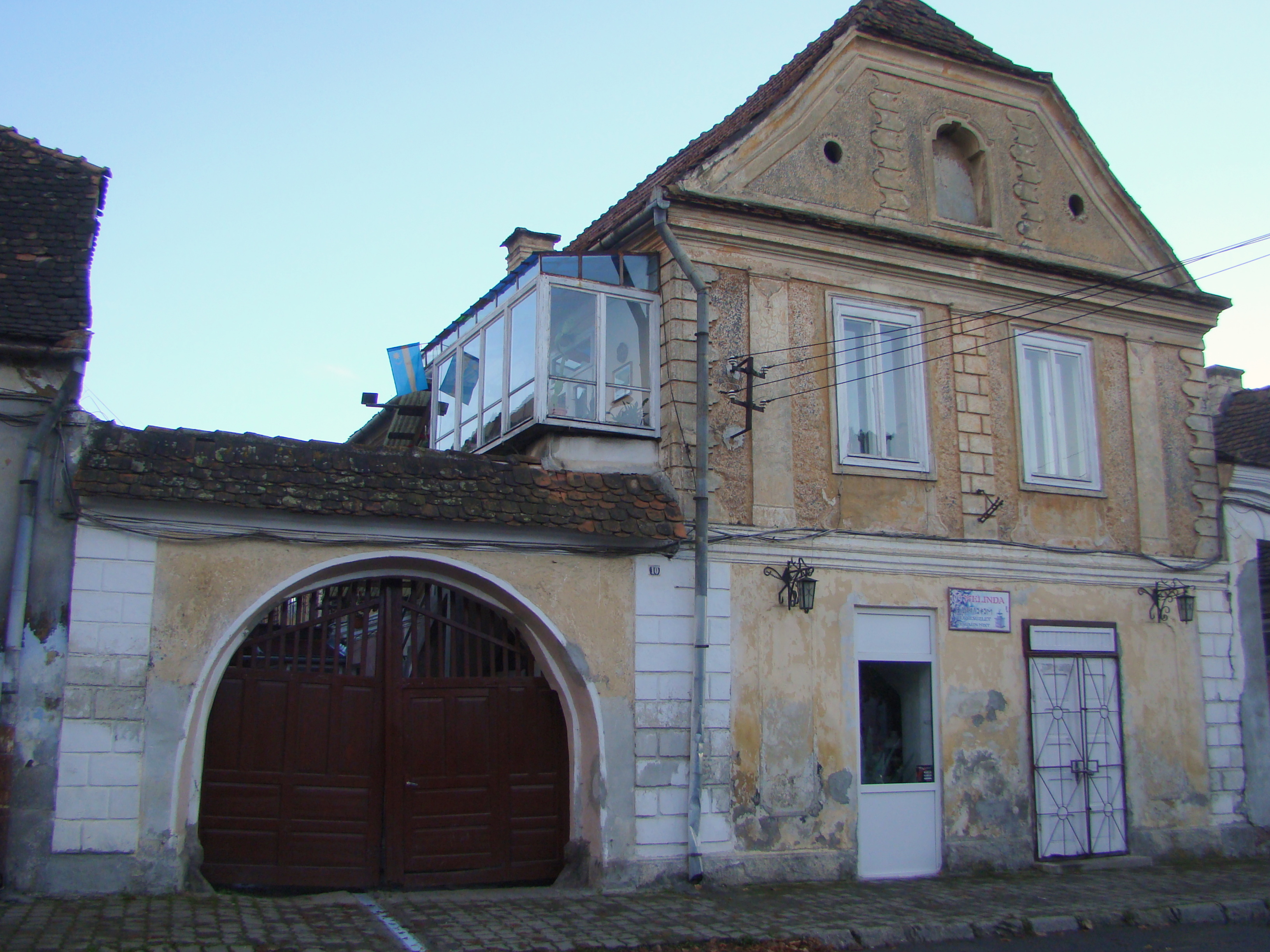
Monumentaal huis, Str Márton Áron
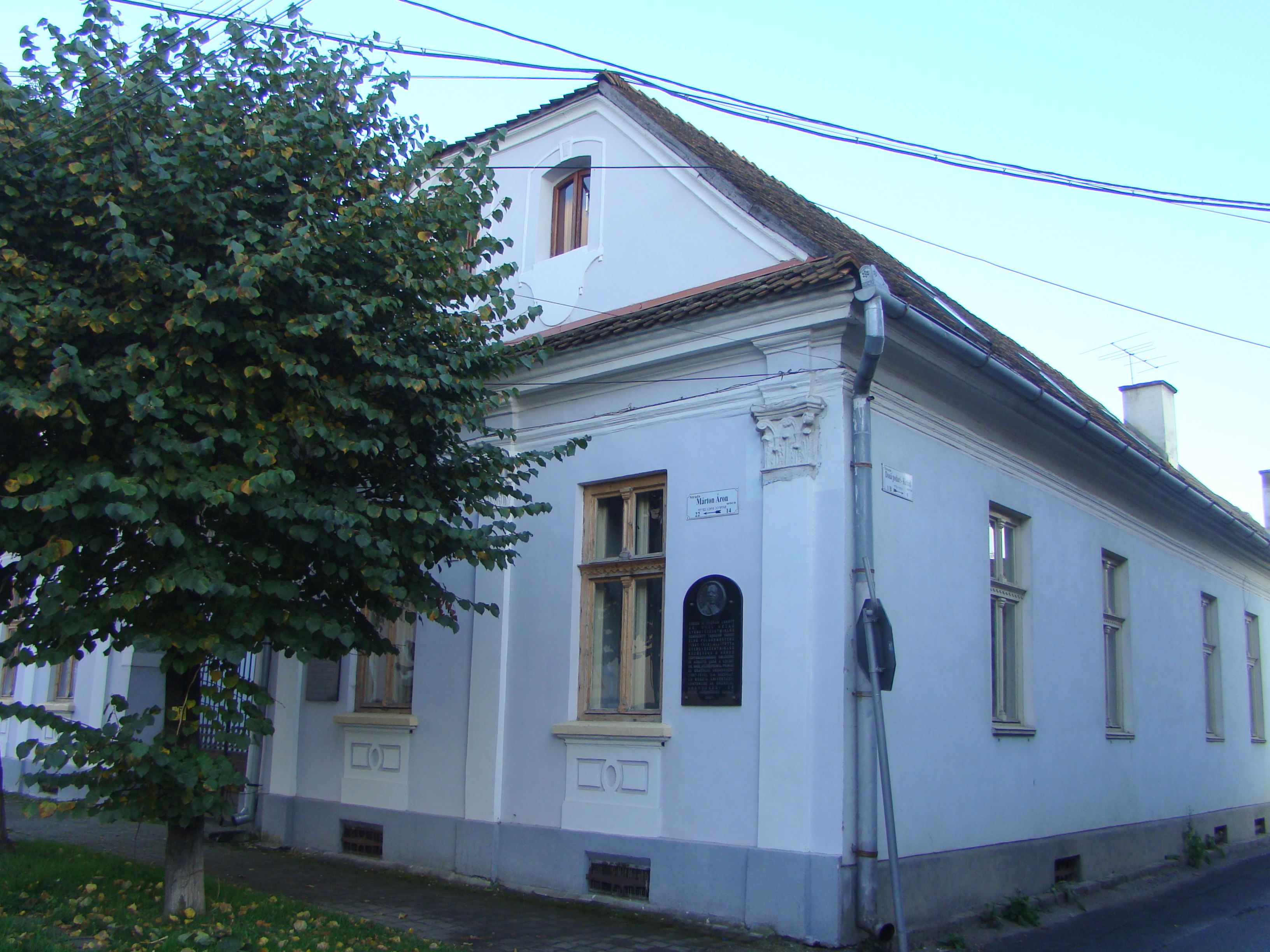
Monumentaal huis, Str Márton Áron
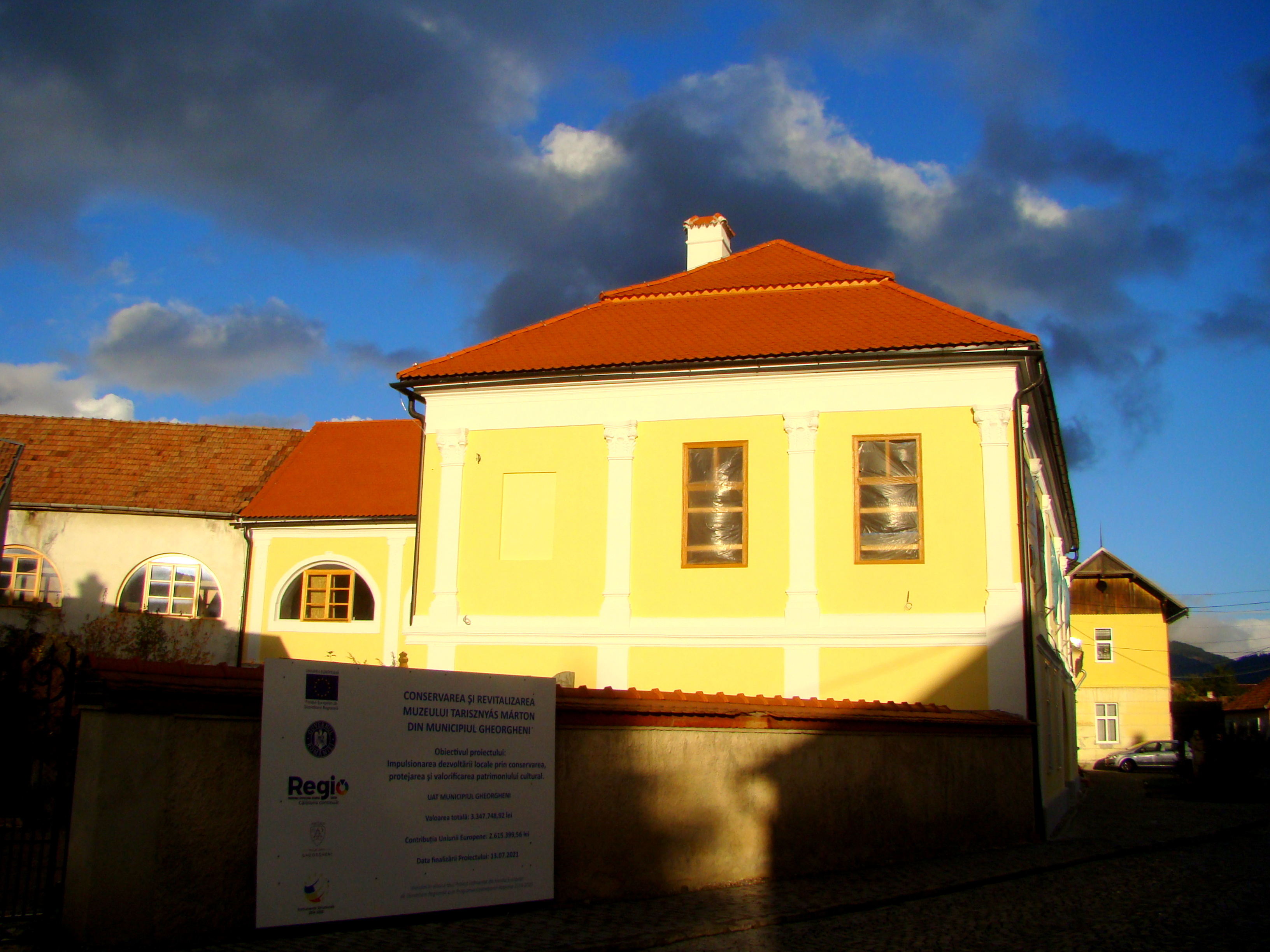
Stadsmuseum „Tarisznyas Marton” (in het Vertan-huis)
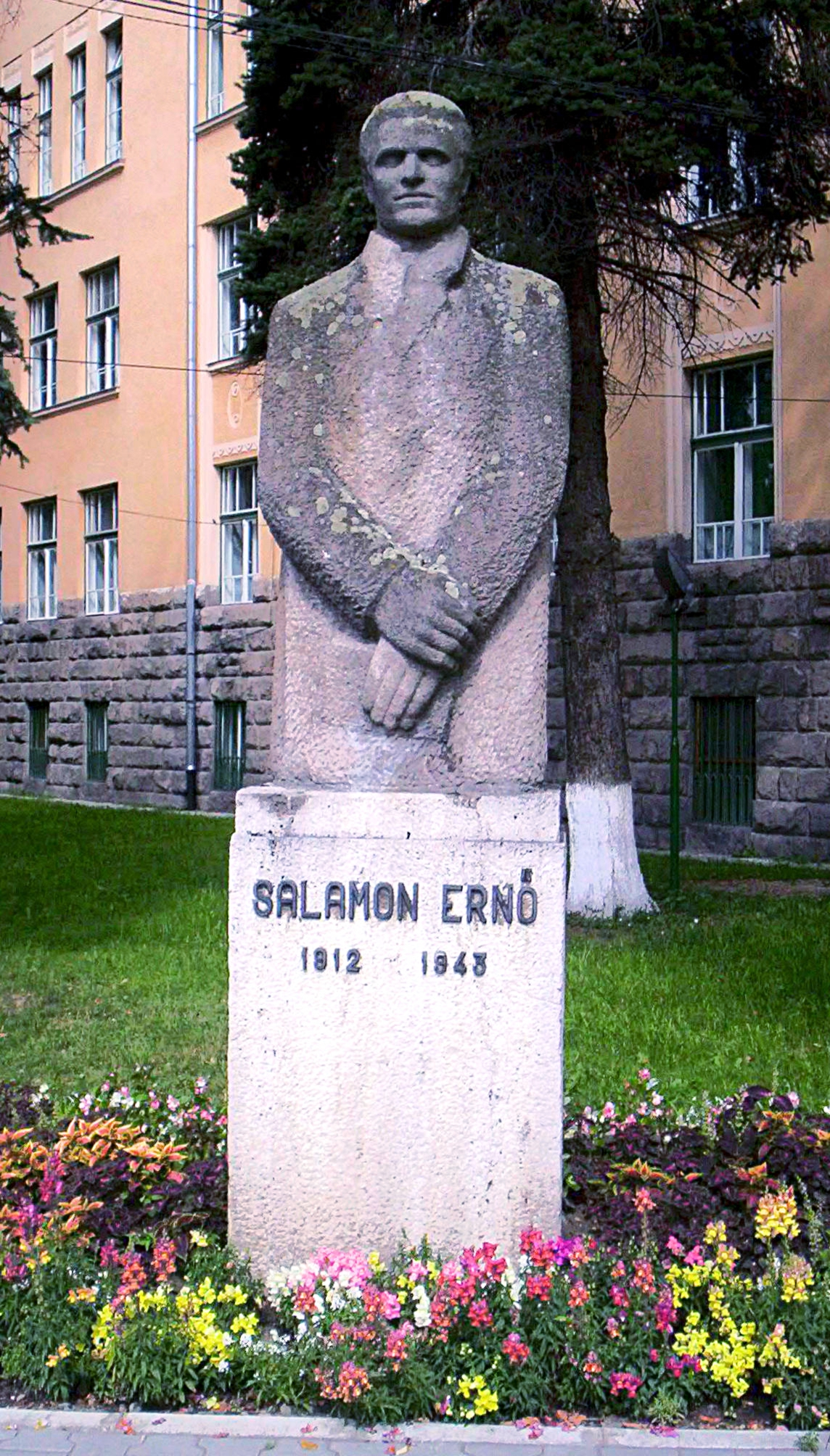
Standbeeld Salamon Ernő
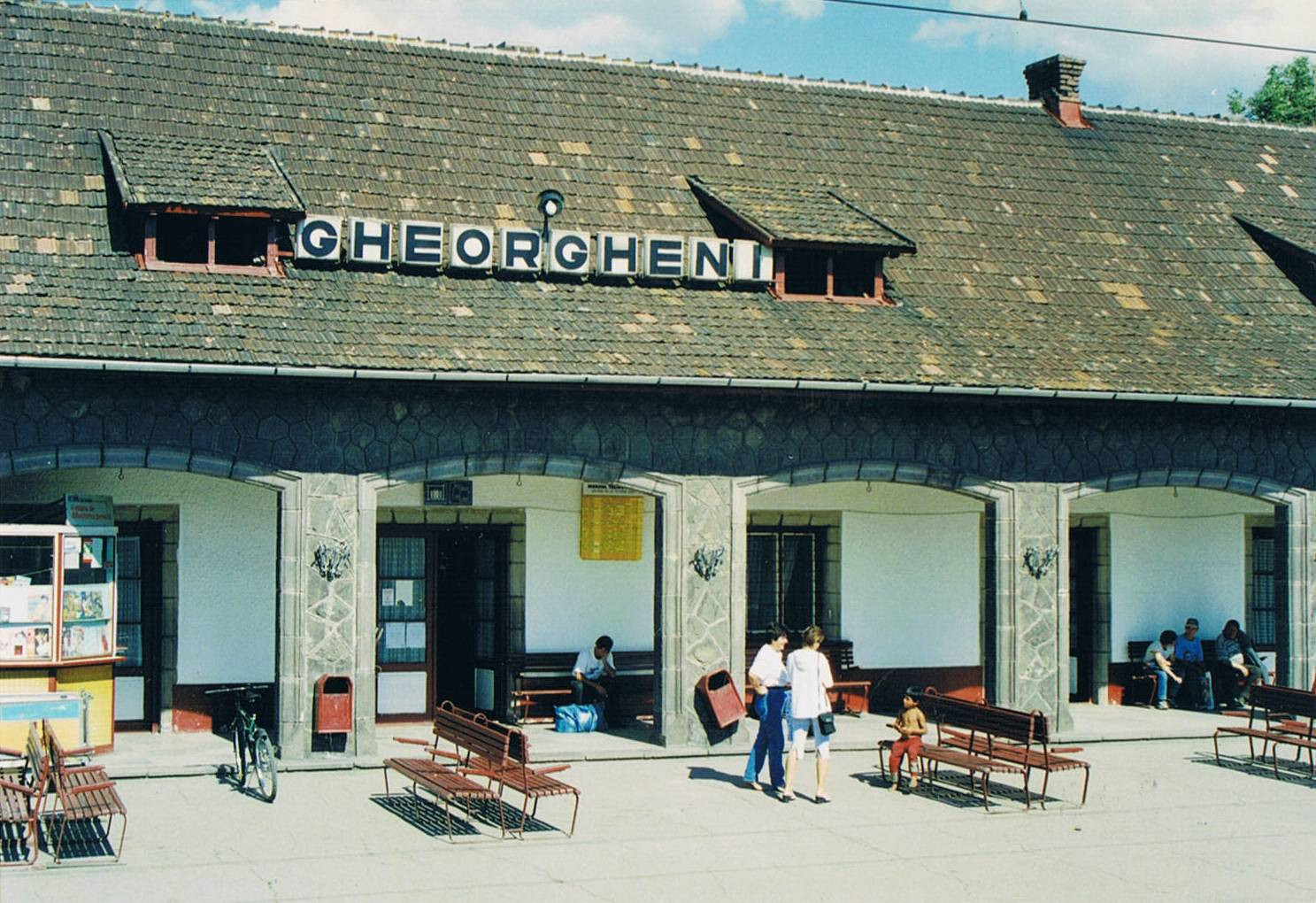
Stationsgebouw
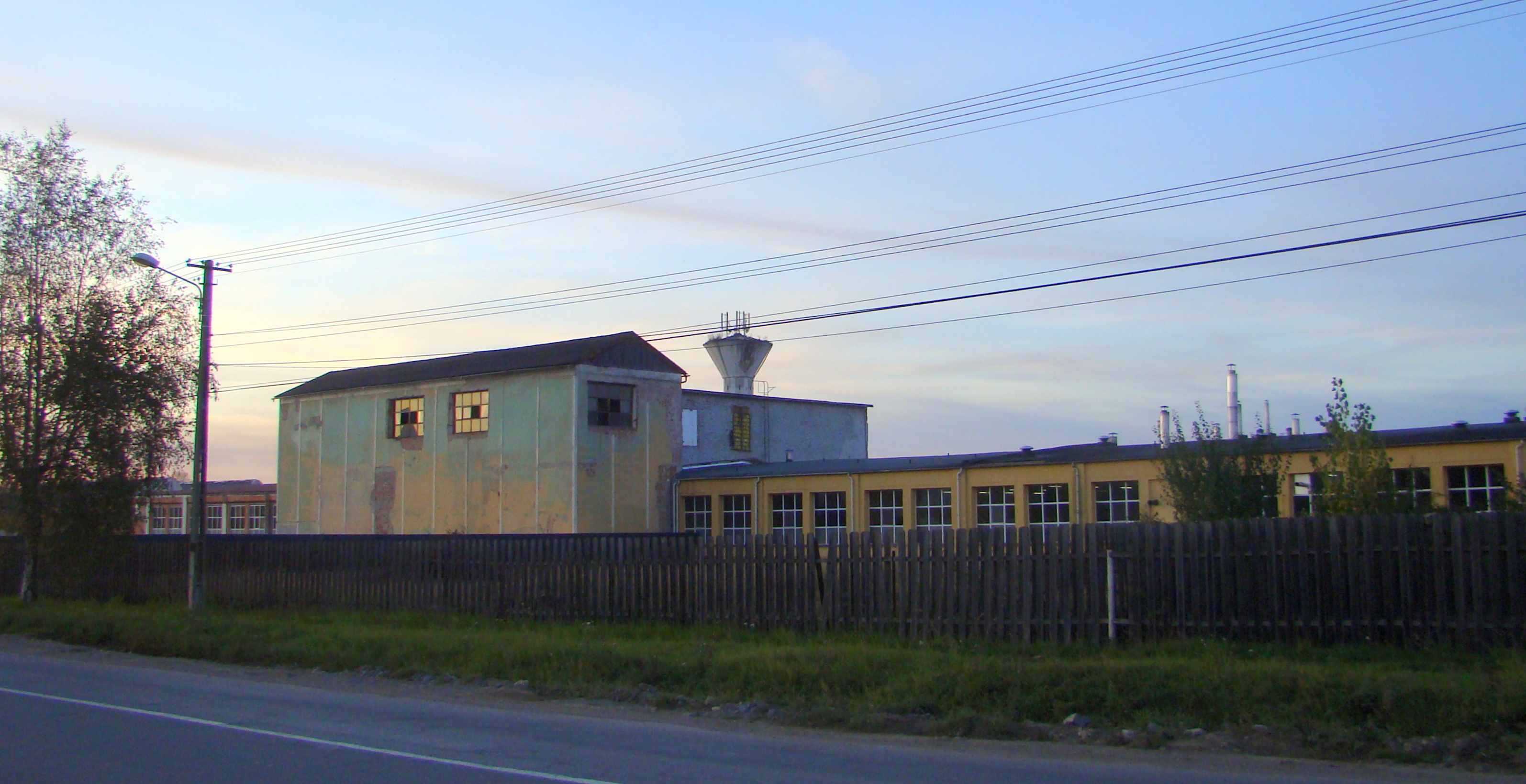
Industiegebied
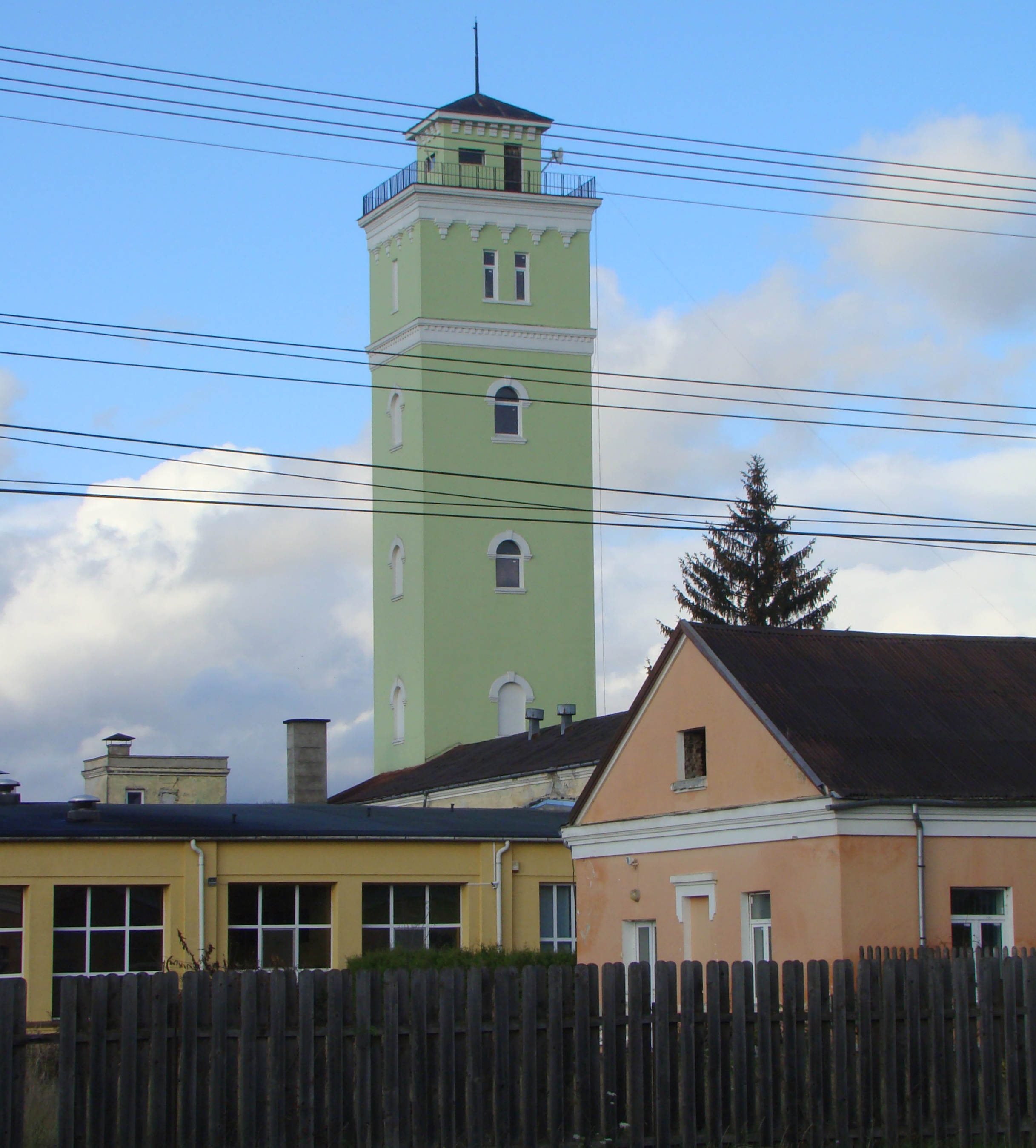
Al doilea toren in het industriegebied
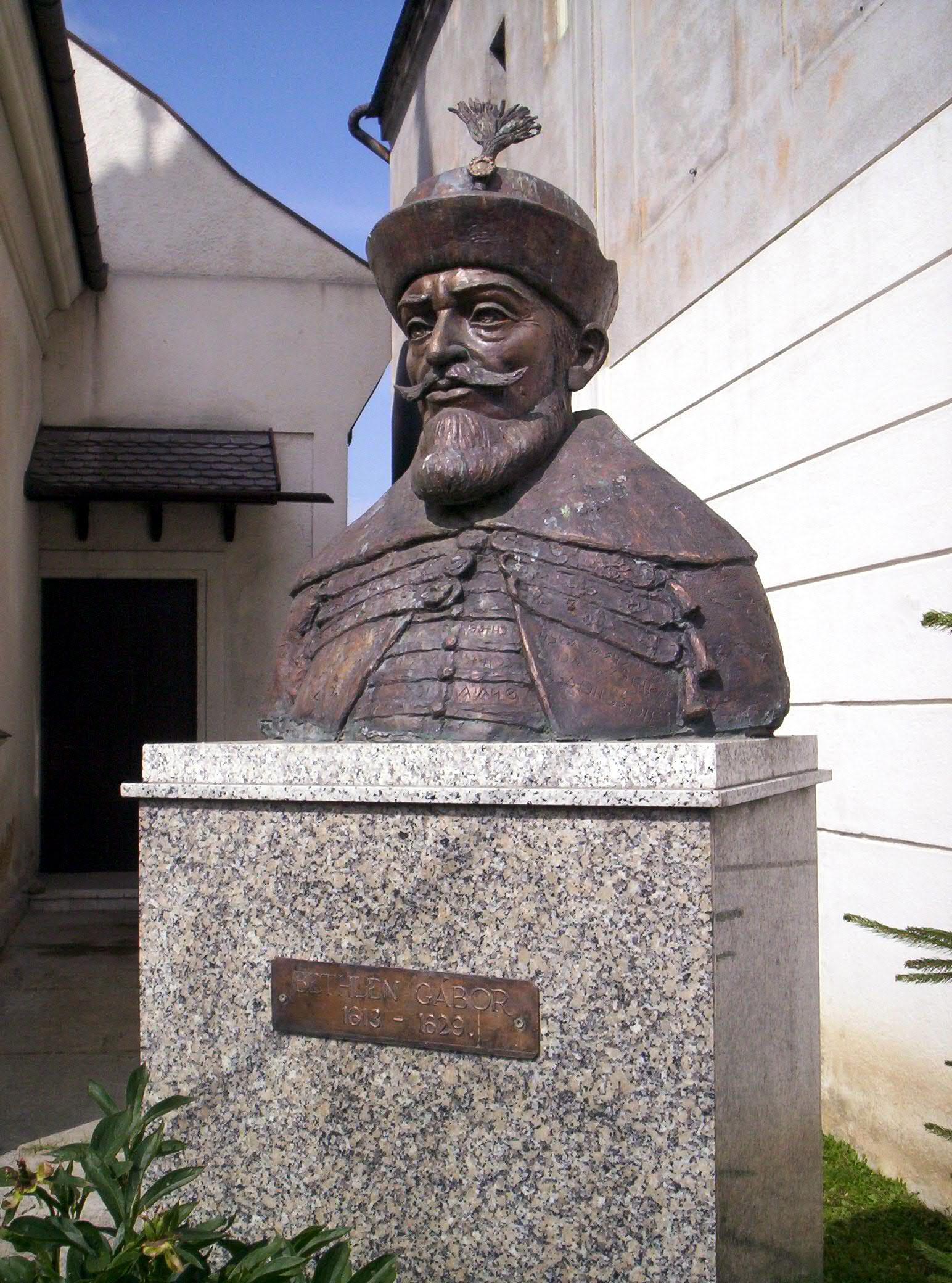
Standbeeld Gábor Bethlen
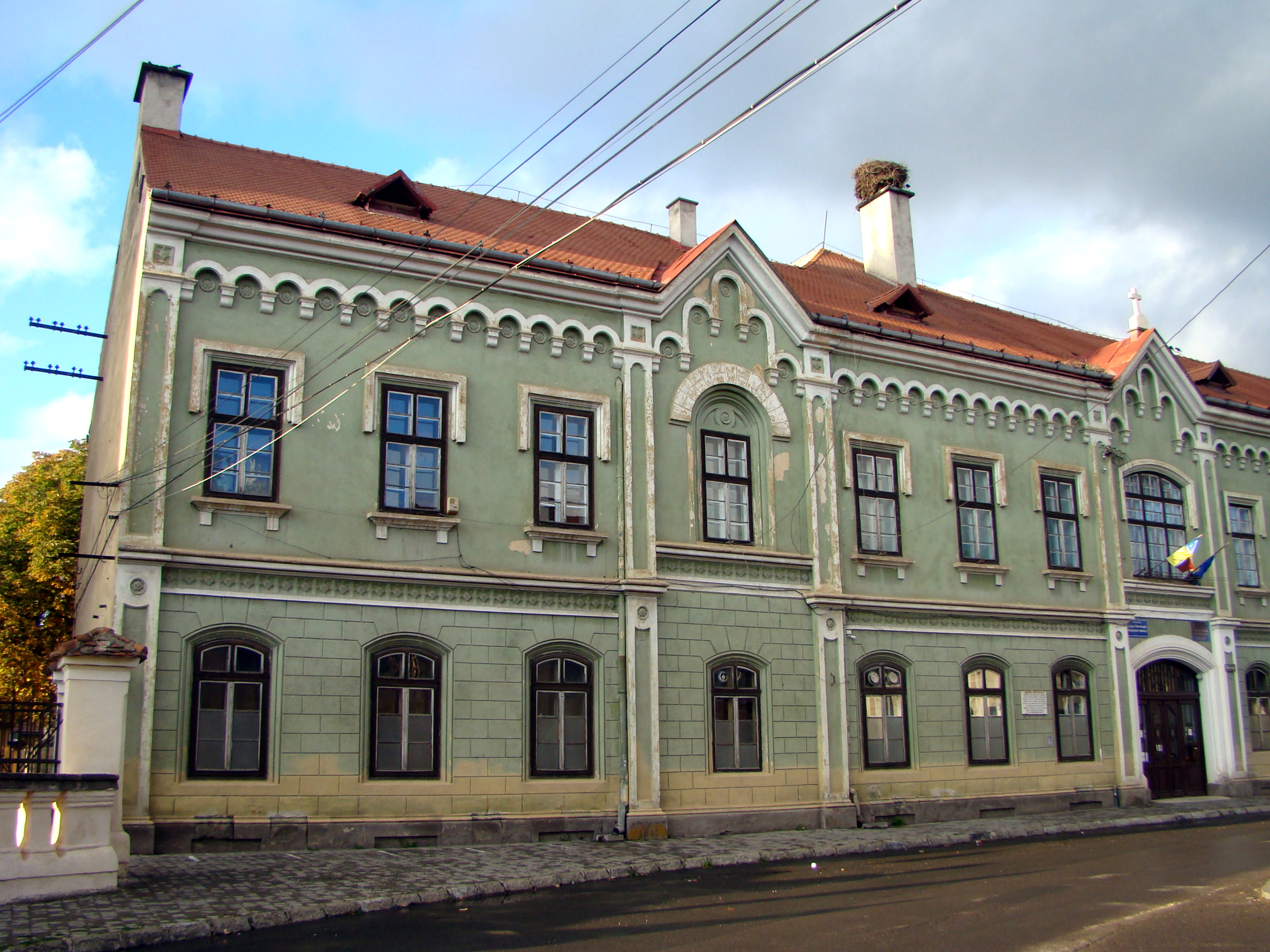
Technisch Liceum Fogarasy Mihály
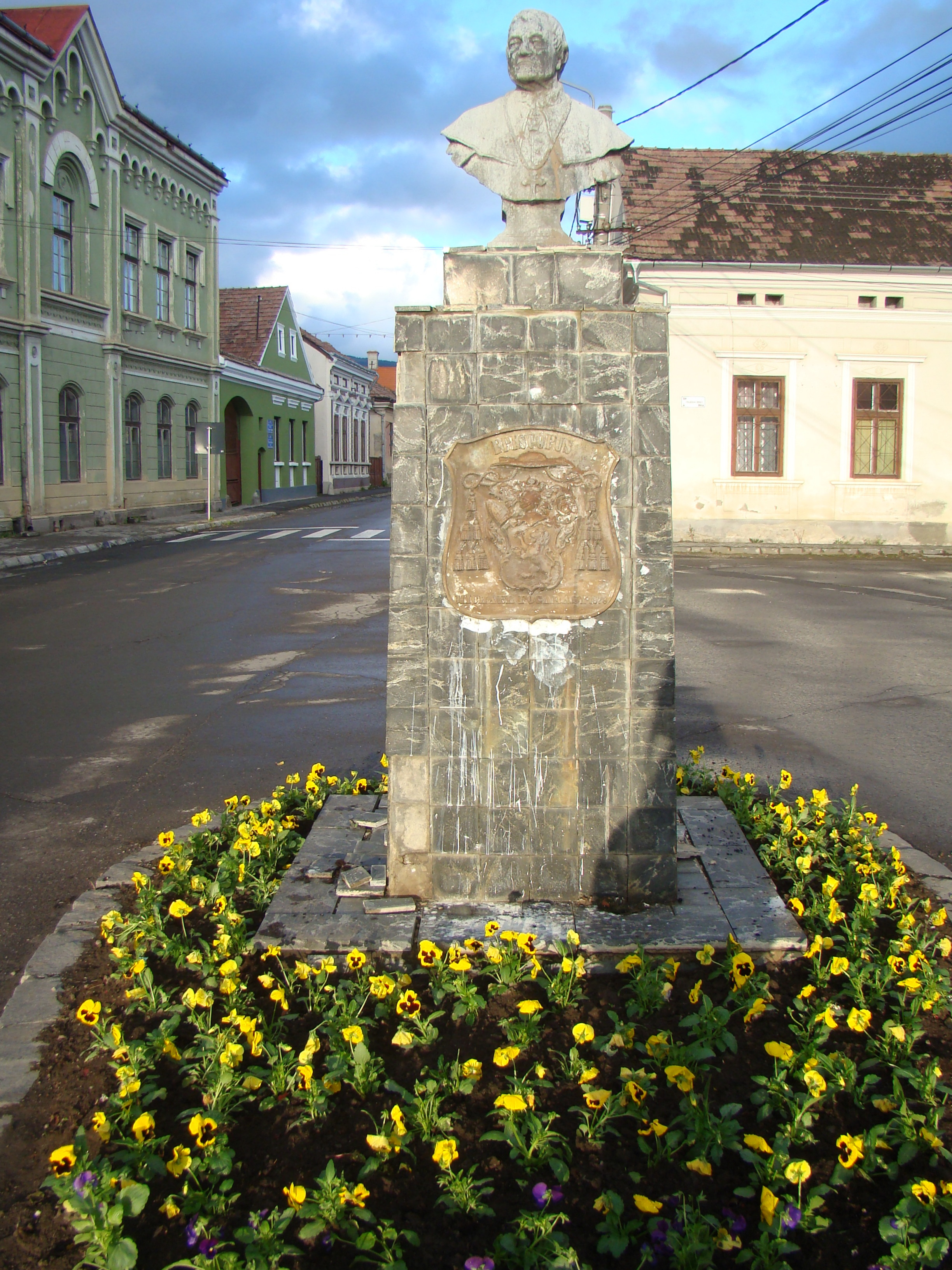
Standbeeld Fogarasy Mihály
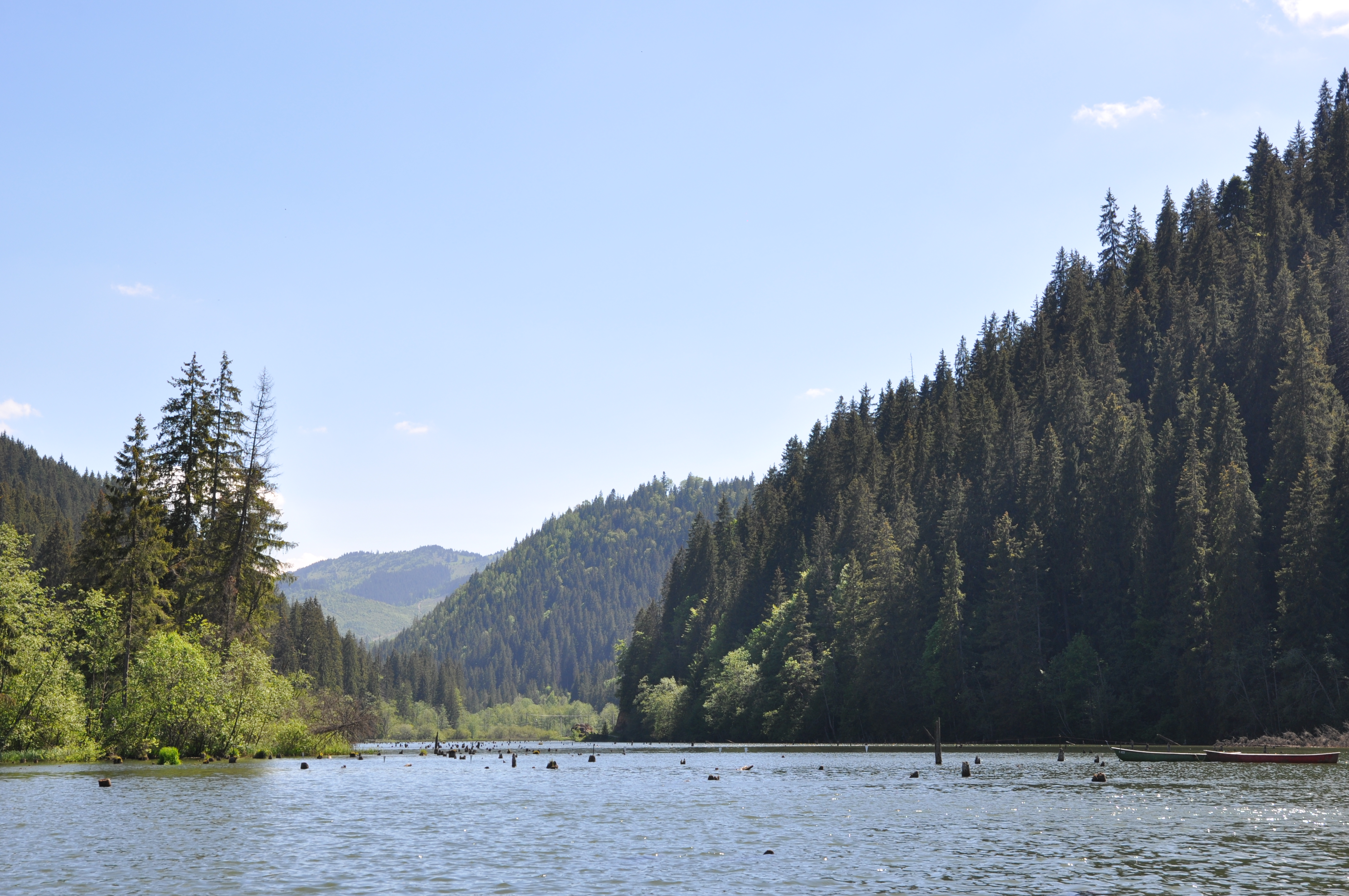
Lacul Roșu

## Media

### Kranten
In de stad verschijnt sinds 2018 het regionale Hongaarstalige dagblad Székelyhon, een voortzetting van het lokale dagblad Gyergyói Hírlap. Daarnaast verschijnt het andere Hongaarstalige dagblad van de regio; Hargita Népe. 

### Radio en TV
Het regionale publieke radiostation is Radio Tirgu Mures (Roemeenstalig) en Marosvásárhelyi Rádió (Hongaarstalig). Verder zijn er de commerciële stations Fun FM en Rádió GaGa.
Het plaatstelijke TV station is Gyergyó TV dat ook in 24 omliggende dorpen is te ontvangen.

## Verkeer en vervoer
De stad is gelegen in een afgesloten dal, de belangrijkste wegen zijn de noord-zuidverbinding E578 (weg 12), weg 13B vanuit het westen en weg 12C naar het oosten.
n de jaren na 2024 zal naast het dorp Ditrău een nieuwe autosnelweg worden gebouwd (A8 (Roemenië) die de verbinding gaat vormen tussen Targu Mures en Iasi.
Per spoor is de stad ontsloten richting Miercurea Ciuc in het zuiden en Reghin richting het westen.

## Geboren
- Jenő Szász (1969), politicus en ingenieur